# Mànega de pastisseria

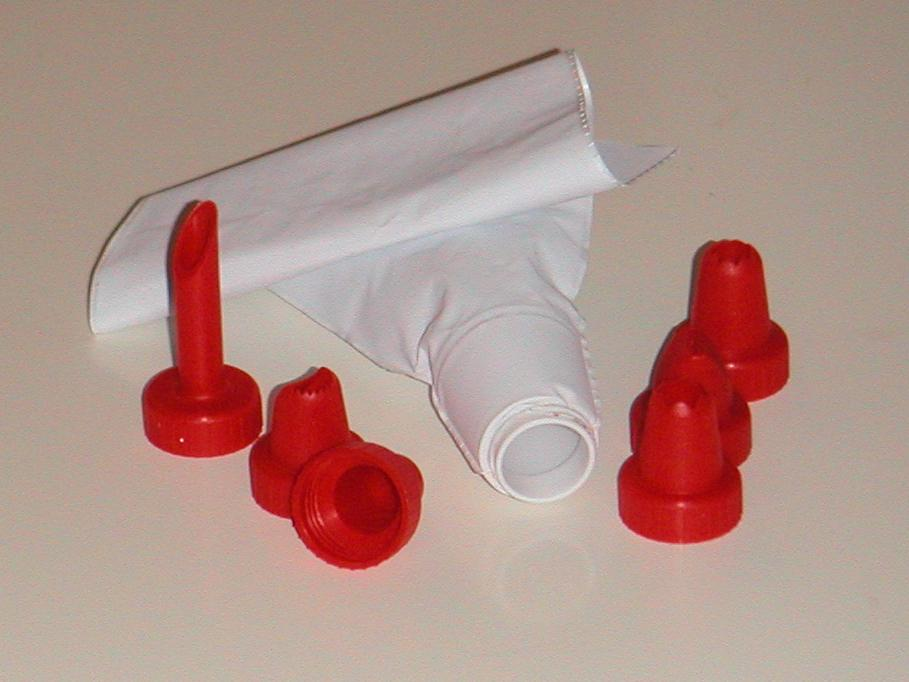
Una mànega de pastisseria amb diverses broquets.

La mànega pastissera és un estri de cuina format per un drap cosit en forma de tronc de con que té un filtre que pot ser de diversos models, cadascun dels quals amb una forma diferent, per a disposar aliments viscosos de forma decorativa. S'emplena a través d'una obertura més àmplia en l'extrem oposat, que s'enrotlla o retorça per tancar-la, estrenyent-la llavors per extrudir el seu contingut. S'utilitza per a decorar pastissos, per a fer galetes o pa de pessic. També per a farcir o omplir altres dolços.